# 니시오 도시조
니시오 도시조(西尾 寿造, 1881년 10월 31일~1960년 10월 26일)는 중지나방면군 초대 사령관 겸 제 13군 사령관을 지낸 일본 제국 육군의 대장이다. 전후 전범으로 체포되어 A급 범죄에 해당되었던 자였다.